# Запитай своє серце
«Запитай своє серце» — радянський художній фільм 1964 року, знятий режисером Еміром Файком на кіностудії «Казахфільм».

## Сюжет
Робітник-монтажник, він же студент-заочник Федір Коржавін був звільнений з будівництва начальником будуправління Лаврушиним. Підставою для цього послужили спричинені збігом обставин вчинки Федора, що зовні межують з порушенням трудової дисципліни. Проте гаряча участь комсомолки Галі — нареченої Федора, солідарність членів бригади, втручання начальника будівництва Клюєва та принципова позиція молодого інженера Раушан Ахметівни змусили Лаврушина скасувати свій наказ.

## У ролях
- Кирило Столяров — Федір Коржавін
- Ніна Шоріна — Галя, наречена Федора
- Микола Бармін — Лаврушин, начальник будівельного управління
- Сергій Столяров — Коржавін-старший
- Тамара Кокова — Раушан Ахметівна, інженер
- Микола Сморчков — Чичерюкін
- Рахметбай Телеубаєв — епізод
- Юліана Бугаєва — Мотя
- Юхан Віркус — епізод
- Анатолій Шаламов — епізод
- М. Какенов — епізод
- А. Козатаєв — епізод
- Гінаят Касимханов — епізод

## Знімальна група
- Режисер — Емір Файк
- Сценарист — Анатолій Галієв
- Оператор — Ісаак Гітлевич
- Композитор — Газіза Жубанова
- Художник — Віктор Ледньов